# Список серій аніме «Suzumiya Haruhi»

Третій DVD-box аніме та додаткові матеріали до нього

Меланхолія Судзумії Харухі — аніме-телесеріал, випущений студією Kyoto Animation, на базі серії ранобе Suzumiya Haruhi, написаної Таніґавою Наґару та ілюстрованої Іто Нойджі. Головним персонажем є старшокласник Кьон, що зустрічає Судзумію Харухі, енергійну дівчину, що не знає, що вона володіє несвідомими здібностями змінити самий всесвіт. Харухі змушує його приєднатись до її Бригади SOS, яка також складається з інопланетянки, мандрівниці в часі та екстрасенса.
Прем'єра аніме-серіалу «Меланхолія Судзумії Харухі» (яп. 涼宮ハルヒの憂鬱), створеного студією Kyoto Animation, відбулась на японському телеканалі Kadokawa Entertainment 2 квітня 2006 року. Остання, 14-та серія першого сезону вийшла 2 липня 2006 року. Серії першого сезону під час першої трансляції серіалу випускались у нелінійному порядку. Другий сезон, що теж складався з 14 серій, показувався разом із першим сезоном з 3 квітня по 9 жовтня 2009 року вже у хронологічному порядку, тобто нові серії другого сезону були показані між серій першого сезону.
Через те, що серії першого сезону демонструвались не в хронологічному порядку, вступ, сім епізодів та епілог першого тому новели були перетворені на шість серій аніме, між ними містяться епізоди з пізніших томів. Перше ж порушення хронології можна побачити в другому епізоді аніме, який хронологічно повинен бути першим. В стандартній DVD-версії аніме всі серії крім серії «Пригоди Асахіни Мікуру» розміщено в хронологічному порядку. Також в DVD-версії входять додаткові сцени.
Після двох сезонів аніме-телесеріалу, вийшов повнометражний фільм Зникнення Судзумії Харухі (яп. 涼宮ハルヒの消失, латиніз.: Suzumiya Haruhi no Shōshitsu).

## Список серій

### 1 сезон
Серії демонструвались не в хронологічному порядку. Вступ, сім епізодів та епілог першого тому новели були перетворені на шість серій аніме, між ними містяться епізоди з пізніших томів. Перше ж порушення хронології можна побачити в другому епізоді аніме, який хронологічно повинен бути першим. 
У прев'ю до наступних епізодів, епізодам давались два різних номери: перший, що в хронологічному сюжетному порядку, називала Харухі, а другий, що відповідав порядку їх виходу, називав Кьон. Єдиним виключенням був дванадцятий епізод, що також є дванадцятим у хронологічному порядку, про що каже сам Кьон у прев'ю[первинне джерело]. В стандартній DVD-версії аніме всі серії крім серії «Пригоди Асахіни Мікуру» розміщено в хронологічному порядку. Також в DVD-версії входять додаткові сцени. У ретрансляції 2009 року, всі серії було показано у хронологічному порядку: нові серії другого сезону показувались поміж серій першого сезону. У цій ретрансляції серії першого сезону були такими ж, як і в DVD-версії, що мала певні відмінності від оригінальної трансляції.
Примітка: A = порядок трансляції по телебаченню ("Порядок Кьона"), B = Хронологічний порядок лише першого сезону ("Порядок Харухі"), C = Порядок серій у DVD 1 сезону, D = порядок трансляції у 2009 (хронологічний, обидва сезони разом).
| A | B  | Назва серії | Режисер            | Автор сценарію    | Дата виходу    | Ретрансляція (2009) | C  | D  |
| --- | -- | --- | ------------------ | ----------------- | -------------- | ------------------- | -- | -- |
| 1 | 11 | «Пригоди Асахіни Мікуру Епізод 00» Транслітерація: «Asahina Mikuru no Bōken Episode 00» (яп. 朝比奈ミクルの冒険 Episode00) | Ямамото Ютака      | Ямамото Ютака     | 2 квітня 2006  | 18 вересня 2009     | 1  | 25 |
| «Команда SOS» переглядає свій фільм сумнівної художньої цінності. |    | |                    |                   |                |                     |    |    |
| 2 | 1  | «Меланхолія Судзумії Харухі, частина I» Транслітерація: «Suzumiya Haruhi no Yūutsu I» (яп. 涼宮ハルヒの憂鬱I)              | Ішіхара Тацуя      | Ішіхара Тацуя     | 9 квітня 2006  | 3 квітня 2009       | 2  | 1  |
| Кьон вперше нормально спілкується з Харухі і випадково підштовхує її до створення «Команди SOS». |    | |                    |                   |                |                     |    |    |
| 3 | 2  | «Меланхолія Судзумії Харухі, частина II» Транслітерація: «Suzumiya Haruhi no Yūutsu II» (яп. 涼宮ハルヒの憂鬱II)           | Кітанохара Норіюкі | Ямамото Ютака     | 16 квітня 2006 | 10 квітня 2009      | 3  | 2  |
| За допомогою шантажу Харухі конфіскує комп'ютер і зачинає рекламувати «Команду SOS». Юкі запрошує Кьона до себе додому, де відкриває йому таємницю свого походження і особи Харухі.                                       |    | |                    |                   |                |                     |    |    |
| 4 | 7  | «Нудьга Судзумії Харухі» Транслітерація: «Suzumiya Haruhi no Taikutsu» (яп. 涼宮ハルヒの退屈)                              | Окамото Шінобу     | Мурамото Кацухіко | 23 квітня 2006 | 15 травня 2009      | 8  | 7  |
| «Команда SOS» і їх друзі починають гру в бейсбол, від якої залежить доля світу. |    | |                    |                   |                |                     |    |    |
| 5 | 3  | «Меланхолія Судзумії Харухі, частина III» Транслітерація: «Suzumiya Haruhi no Yūutsu III» (яп. 涼宮ハルヒの憂鬱III)        | Сакамото Кадзуя    | Ямамото Ютака     | 30 квітня 2006 | 17 квітня 2009      | 4  | 3  |
| Юкі завершує розповідь про себе. «Команда SOS», розділившись на групи, шукає в місті незвичайні речі. В цей час Мікуру розповідає Кьону про мандрівників в часі. Крім того, Кьон дізнається від Іцукі про Агентство.      |    | |                    |                   |                |                     |    |    |
| 6 | 9  | «Синдром самотнього острова (частина перша)» Транслітерація: «Kotō Shōkōgun (Zenpen)» (яп. 孤島症候群(前編))               | Йошіока Шінобу     | Мурамото Кацухіко | 7 травня 2006  | 5 червня 2009       | 10 | 10 |
| «Зв'язки» дозволяють Іцукі організувати поїздку «Команди SOS» на далекий острів, на якому недавно було побудовано розкішний будинок. Проте насолодитися поїздкою команді перешкодило загадкове вбивство господаря маєтку. |    | |                    |                   |                |                     |    |    |
| 7 | 8  | «Загадковий знак» Транслітерація: «Misuterikku Sain» (яп. ミステリックサイン)                                              | Ішідате Тайчі      | Іто Ацуші         | 14 травня 2006 | 29 травня 2009      | 9  | 9  |
| Голова комп'ютерного клубу зникає, і його дівчина просить «Команду SOS» знайти його. В ході розслідування розкривається несподіваний зв'язок між пропажею школяра і новим дизайном сайту команди SOS, розробленим Харухі. |    | |                    |                   |                |                     |    |    |
| 8 | 10 | «Синдром самотнього острова (частина друга)» Транслітерація: «Kotō Shōkōgun (Kōhen)» (яп. 孤島症候群(後編))                | Аратані Томое      | Шімо Фуміхіко     | 21 травня 2006 | 12 червня 2009      | 11 | 11 |
| Судзумія Харухі й «Команда SOS» розкривають «вбивство» на острові. |    | |                    |                   |                |                     |    |    |
| 9 | 14 | «Одного дня під дощем» Транслітерація: «Samudei in za Rein» (яп. サムデイ イン ザ レイン)                                  | Кітанохара Норіюкі | Таніґава Наґару   | 28 травня 2006 | 9 жовтня 2009       | 14 | 28 |
| Харухі фотографує Мікуру на обкладинку DVD для їх фільму, а Кьон в цей час доставляє обігрівач для клубної кімнати з магазину.                                                                                            |    | |                    |                   |                |                     |    |    |
| 10 | 4  | «Меланхолія Судзумії Харухі, частина IV» Транслітерація: «Suzumiya Haruhi no Yūutsu IV» (яп. 涼宮ハルヒの憂鬱IV)           | Ішідате Тайчі      | Ішіхара Тацуя     | 4 червня 2006  | 24 квітня 2009      | 5  | 4  |
| Кьон зустрічається з Рьоко після школи, і вона намагається вбити його, але його рятує Юкі. Потім він зустрічає Мікуру, яка дає йому ключову фразу: «Спляча красуня».                                                      |    | |                    |                   |                |                     |    |    |
| 11 | 13 | «День Стрільця» Транслітерація: «Iteza no Hi» (яп. 射手座の日)                                                             | Такемото Ясухіро   | Ґато Шьоджі       | 11 червня 2006 | 2 жовтня 2009       | 13 | 27 |
| У спробі повернути комп'ютер конфіскований Харухі, комп'ютерний клуб розробляє комп'ютерну гру («День Стрільця III») і викликає «Команду SOS» на змагання в ній.                                                          |    | |                    |                   |                |                     |    |    |
| 12 | 12 | «Live Alive» Транслітерація: «Raibu Araibu» (яп. ライブアライブ)                                                           | Ямамото Ютака      | Ямамото Ютака     | 18 червня 2006 | 25 вересня 2009     | 12 | 26 |
| День шкільного Культурного фестивалю. Тоді як Кьон ігнорує публічний показ фільму «Команди SOS» і намагається добре провести час на фестивалі, Харухі готує школі ще один сюрприз.                                        |    | |                    |                   |                |                     |    |    |
| 13 | 5  | «Меланхолія Судзумії Харухі, частина V» Транслітерація: «Suzumiya Haruhi no Yūutsu V» (яп. 涼宮ハルヒの憂鬱V)              | Кітанохара Норіюкі | Шімо Фуміхіко     | 25 червня 2006 | 1 травня 2009       | 6  | 5  |
| Харухі розповідає Кьону про те, навіщо вона робила дивні речі в середній школі. Коїдзумі теж розповідає Кьону деякі цікаві речі про Харухі і демонструє йому свої надприродні здібності.                                  |    | |                    |                   |                |                     |    |    |
| 14 | 6  | «Меланхолія Судзумії Харухі, частина VI» Транслітерація: «Suzumiya Haruhi no Yūutsu VI» (яп. 涼宮ハルヒの憂鬱VI)           | Ішіхара Тацуя      | Шімо Фуміхіко     | 2 липня 2006   | 8 травня 2009       | 7  | 6  |
| Харухі з Кьоном опинилися в «замкнутому вимірі», і світ стоїть на краю загибелі. Кьон користується підказками Юкі та Мікуру, щоб виправити ситуацію.                                                                      |    | |                    |                   |                |                     |    |    |

### 2 сезон
Другий сезон був трансльований у Японії разом із серіями першого сезону — нові серії було показано між серій першого сезону в хронологічному порядку. Ретрансляція тривала з 3 квітня по 9 жовтня 2009 року, протягом цієї ретрансляції серії другого сезону виходили з 22 травня по 11 вересня 2009 року. У DVD-виданнях, нові епізоди було названо другим сезоном. Англійський дубляж епізодів другого сезону транслювався Animax Asia та дочірніми компаніями з 6 квітня 2011.
Примітка: D = порядок трансляції у 2009 (хронологічний, обидва сезони разом), E = Порядок епізодів у DVD-виданнях.
| D | Назва серії | Режисер            | Автор сценарію    | Дата виходу     | E  |
| --- | --- | ------------------ | ----------------- | --------------- | -- |
| 8 | «Рапсодія на бамбуковому листі» Транслітерація: «Sasa no Ha Rapusodi» (яп. 笹の葉ラプソディ)                       | Такемото Ясухіро   | Шімо Фуміхіко     | 22 травня 2009  | 1  |
| У день свята Танабата, Мікуру повертається із Кьоном на три роки в минуле. | |                    |                   |                 |    |
| 12 | «Нескінченні вісім I» Транслітерація: «Endoresu Eito I» (яп. エンドレスエイト I)                                   | Йонеда Міцуйоші    | Ґато Шьоджі       | 19 червня 2009  | 2  |
| Харухі збирає Бригаду SOS, аби якнайкраще провести літні канікули, та збирає свою команду на численні розваги. | |                    |                   |                 |    |
| 13 | «Нескінченні вісім II» Транслітерація: «Endoresu Eito II» (яп. エンドレスエイト II)                                | Аратані Томое      | Такемото Ясухіро  | 26 червня 2009  | 3  |
| Харухі збирає Бригаду SOS, аби якнайкраще провести літні канікули, та збирає свою команду на численні розваги, події майже ідентичні попередньому епізоду. Кьон відчуває дежавю.                                                                                | |                    |                   |                 |    |
| 14 | «Нескінченні вісім III» Транслітерація: «Endoresu Eito III» (яп. エンドレスエイト III)                             | Кіґамі Йошіджі     | Такемото Ясухіро  | 3 липня 2009    | 4  |
| Події епізоду майже такі ж самі, як і в попередніх епізодах арки. | |                    |                   |                 |    |
| 15 | «Нескінченні вісім IV» Транслітерація: «Endoresu Eito IV» (яп. エンドレスエイト IV)                                | Такао Норіко       | Такемото Ясухіро  | 10 липня 2009   | 5  |
| Події епізоду майже такі ж самі, як і в попередніх епізодах арки. | |                    |                   |                 |    |
| 16 | «Нескінченні вісім V» Транслітерація: «Endoresu Eito V» (яп. エンドレスエイト V)                                   | Ішіхара Тацуя      | Такемото Ясухіро  | 17 липня 2009   | 6  |
| Події епізоду майже такі ж самі, як і в попередніх епізодах арки. | |                    |                   |                 |    |
| 17 | «Нескінченні вісім VI» Транслітерація: «Endoresu Eito VI» (яп. エンドレスエイト VI)                                | Кітанохара Норіюкі | Такемото Ясухіро  | 24 липня 2009   | 7  |
| Події епізоду майже такі ж самі, як і в попередніх епізодах арки. | |                    |                   |                 |    |
| 18 | «Нескінченні вісім VII» Транслітерація: «Endoresu Eito VII» (яп. エンドレスエイト VII)                             | Ішідате Тайчі      | Такемото Ясухіро  | 31 липня 2009   | 8  |
| Події епізоду майже такі ж самі, як і в попередніх епізодах арки. Кілька сцен наприкінці епізоду повторюються двічі. | |                    |                   |                 |    |
| 19 | «Нескінченні вісім VIII» Транслітерація: «Endoresu Eito VIII» (яп. エンドレスエイト VIII)                          | Йонеда Міцуйоші    | Мурамото Кацухіко | 7 серпня 2009   | 9  |
| Події епізоду майже такі ж самі, як і в попередніх епізодах арки, але цього разу Кьон перед тим, як Харухі вже майже пішла, запропонував Бригаді зібратись у останній день канікул доробити домашню роботу на літо.                                             | |                    |                   |                 |    |
| 20 | «Зітхання Судзумії Харухі, частина I» Транслітерація: «Suzumiya Haruhi no Tameiki I» (яп. 涼宮ハルヒの溜息I)       | Ямада Наоко        | Таніґава Наґару   | 14 серпня 2009  | 10 |
| На початку нового семестра у школі проводиться підготовка до культурного фестивалю. Харухі збирає бригаду, аби зняти фільм, із Мікуру та Іцукі в головних ролях, Юкі в ролі головного злодія. Кьону випало виконувати роботу на побігеньках та бути оператором. | |                    |                   |                 |    |
| 21 | «Зітхання Судзумії Харухі, частина II» Транслітерація: «Suzumiya Haruhi no Tameiki II» (яп. 涼宮ハルヒの溜息II)    | Такао Норіко       | Мурамото Кацухіко | 21 серпня 2009  | 11 |
| Продовжується підготовка та фільмування фільму Бригади SOS. | |                    |                   |                 |    |
| 22 | «Зітхання Судзумії Харухі, частина III» Транслітерація: «Suzumiya Haruhi no Tameiki III» (яп. 涼宮ハルヒの溜息III) | Ішіхара Тацуя      | Іто Ацуші         | 28 серпня 2009  | 12 |
| Харухі наполягає на тому, аби виділяти роботі над фільмом багато годину, в тому числі й вихідні. | |                    |                   |                 |    |
| 23 | «Зітхання Судзумії Харухі, частина IV» Транслітерація: «Suzumiya Haruhi no Tameiki IV» (яп. 涼宮ハルヒの溜息IV)    | Кітанохара Норіюкі | Такемото Ясухіро  | 4 вересня 2009  | 13 |
| Для сцени в фільмі Бригади SOS, Харухі кинула Мікуру в брудне озеро. Цуруя запропонувала знімальній групі свій дім як локацію, де Харухі перевдягнула Мікуру у відверту сукню та дала їй алкоголю для знімання романтичної сцени з Іцукі.                       | |                    |                   |                 |    |
| 24 | «Зітхання Судзумії Харухі, частина V» Транслітерація: «Suzumiya Haruhi no Tameiki V» (яп. 涼宮ハルヒの溜息V)       | Ішідате Тайчі      | Ішіхара Тацуя     | 11 вересня 2009 | 14 |
| Харухі вирішила, що Юкі для ролі необхідний фамільяр, вона підбирає бездомного кота, та дає йому ім'я Шямісен. | |                    |                   |                 |    |